# Vittorio Belmondo
Vittorio Belmondo – włoski kierowca wyścigowy.

## Kariera
W swojej karierze wyścigowej Belmondo poświęcił się startom w wyścigach Grand Prix. W latach 1937-1938 Włoch był klasyfikowany w Mistrzostwach Europy AIACR. W pierwszym sezonie startów z dorobkiem 32 punktów uplasował się na trzynastej pozycji w klasyfikacji generalnej. Rok później uzbierał łącznie trzydzieści punktów. Dało mu to 26 miejsce w końcowej klasyfikacji kierowców.